# Smilax pachysandroides
Smilax pachysandroides är en enhjärtbladig växtart som beskrevs av Tetsuo Michael Koyama. Smilax pachysandroides ingår i släktet Smilax och familjen Smilacaceae. Inga underarter finns listade.